# Dominica en los Juegos Olímpicos de Sídney 2000
Dominica estuvo representada en los Juegos Olímpicos de Sídney 2000 por cuatro deportistas, dos hombres y dos mujeres, que compitieron en dos deportes.
La portadora de la bandera en la ceremonia de apertura fue la atleta Marcia Daniel. El equipo olímpico dominiqués no obtuvo ninguna medalla en estos Juegos.